# Liga de Campeones de la EHF 2004-05
La Liga de Campeones de la EHF 2004-05 es la 45ª edición de la competición. Comenzó el 18 de septiembre de 2004 y concluyó el 7 de mayo de 2005. En la final de la misma el FC Barcelona derrotó por un global de 55-56 al BM Ciudad Real .

## Ronda previa
18-19 de septiembre de 2004
| Equipo 1             | Agr.    | Equipo 2             | Ida     | Vuelta  |
| -------------------- | ------- | -------------------- | ------- | ------- |
| HK Meschkow Brest    | 20 : 00 | FC Porto             | 10 : 0  | 10 : 0  |
| Sporting Neerpelt    | 55 : 70 | Haukar Hafnarfjörður | 30 : 42 | 25 : 28 |
| Panellinios AC Athen | 50 : 59 | HRK Izviđač          | 27 : 35 | 23 : 24 |
| A1 Bregenz HB        | 53 : 63 | Tatran Prešov        | 32 : 28 | 21 : 35 |
| Granitas Kaunas      | 54 : 46 | Fiqas Aalsmeer       | 27 : 21 | 27 : 25 |

## Fase de grupos
| Colores de la tabla                            |
| ---------------------------------------------- |
| Equipos que se clasifican a la siguiente ronda |
| Equipos que se clasifican a la Copa EHF        |
| Equipos eliminados de Europa                   |

### Grupo A
| Pos. | Equipo         | Pts. | PJ | G | E | P | GF  | GC  | Dif. | Clasificación |
| ---- | -------------- | ---- | -- | - | - | - | --- | --- | ---- | ------------- |
| 1    | SC Pick Szeged | 13   | 6  | 4 | 1 | 1 | 147 | 143 | +4   |               |
| 2    | FC Barcelona   | 12   | 6  | 4 | 0 | 2 | 172 | 136 | +36  |               |
| 3    | RK Vardar 1961 | 5    | 6  | 1 | 2 | 3 | 124 | 153 | −29  |               |
| 4    | HCM Constanta  | 4    | 6  | 1 | 1 | 4 | 146 | 157 | −11  |               |

 Fuente: 
| 9 de octubre de 2004      |         |                           |
| Barcelona Lassa           | 31 - 22 | RK Vardar 1961            |
| Pick Szeged               | 27 - 24 | HC Dobrogea Sud Constanta |
| 16 de octubre de 2004     |         |                           |
| HC Dobrogea Sud Constanta | 29 - 27 | Barcelona Lassa           |
| RK Vardar 1961            | 24 - 24 | Pick Szeged               |
| 23 de octubre de 2004     |         |                           |
| Pick Szeged               | 22 - 21 | Barcelona Lassa           |
| HC Dobrogea Sud Constanta | 25 - 26 | RK Vardar 1961            |
| 30 de octubre de 2004     |         |                           |
| Barcelona Lassa           | 32 - 25 | HC Dobrogea Sud Constanta |
| Pick Szeged               | 25 - 18 | RK Vardar 1961            |
| 6 de noviembre de 2004    |         |                           |
| HC Dobrogea Sud Constanta | 21 - 23 | Pick Szeged               |
| RK Vardar 1961            | 12 - 26 | Barcelona Lassa           |
| 13 de noviembre de 2004   |         |                           |
| Barcelona Lassa           | 35 - 26 | Pick Szeged               |
| RK Vardar 1961            | 22 - 22 | HC Dobrogea Sud Constanta |

### Grupo B
| Pos. | Equipo               | Pts. | PJ | G | E | P | GF  | GC  | Dif. | Clasificación |
| ---- | -------------------- | ---- | -- | - | - | - | --- | --- | ---- | ------------- |
| 1    | Montpellier HB       | 18   | 6  | 6 | 0 | 0 | 198 | 150 | +48  |               |
| 2    | ZTR Zaporozhye       | 9    | 6  | 3 | 0 | 3 | 162 | 153 | +9   |               |
| 3    | RK Zagreb            | 9    | 6  | 3 | 0 | 3 | 165 | 170 | −5   |               |
| 4    | A.S. Conversano 2003 | 0    | 6  | 0 | 0 | 6 | 143 | 195 | −52  |               |

 Fuente: 
| 10 de octubre de 2004   |         |                |
| Montpellier HB          | 44 - 25 | Conversano     |
| PPD Zagreb              | 22 - 29 | ZTR Zaporozhye |
| 16 de octubre de 2004   |         |                |
| ZTR Zaporozhye          | 21 - 24 | Montpellier HB |
| 17 de octubre de 2004   |         |                |
| Conversano              | 25 - 29 | PPD Zagreb     |
| 23 de octubre de 2004   |         |                |
| ZTR Zaporozhye          | 30 - 22 | Conversano     |
| 24 de octubre de 2004   |         |                |
| PPD Zagreb              | 27 - 30 | Montpellier HB |
| 31 de octubre de 2004   |         |                |
| Montpellier HB          | 31 - 27 | ZTR Zaporozhye |
| PPD Zagreb              | 29 - 25 | Conversano     |
| 7 de noviembre de 2004  |         |                |
| Conversano              | 21 - 35 | Montpellier HB |
| ZTR Zaporozhye          | 27 - 29 | PPD Zagreb     |
| 13 de noviembre de 2004 |         |                |
| Conversano              | 25 - 28 | ZTR Zaporozhye |
| 14 de noviembre de 2004 |         |                |
| Montpellier HB          | 34 - 29 | PPD Zagreb     |

### Grupo C
| Pos. | Equipo                | Pts. | PJ | G | E | P | GF  | GC  | Dif. | Clasificación |
| ---- | --------------------- | ---- | -- | - | - | - | --- | --- | ---- | ------------- |
| 1    | Chehovski Medvedi     | 15   | 6  | 5 | 0 | 1 | 197 | 179 | +18  |               |
| 2    | GOG Gudme             | 12   | 6  | 4 | 0 | 2 | 178 | 151 | +27  |               |
| 3    | Gorenje               | 6    | 6  | 2 | 0 | 4 | 166 | 170 | −4   |               |
| 4    | Brestskiy HC Meshkovo | 3    | 6  | 1 | 0 | 5 | 143 | 184 | −41  |               |

 Fuente: 
| 9 de octubre de 2004    |         |                    |
| GOG Gudme               | 36 - 17 | Meshkov Brest      |
| 10 de octubre de 2004   |         |                    |
| RK Gorenje Velenje      | 26 - 33 | Chejovskie Medvedi |
| 16 de octubre de 2004   |         |                    |
| Chejovskie Medvedi      | 34 - 33 | GOG Gudme          |
| Meshkov Brest           | 31 - 29 | RK Gorenje Velenje |
| 23 de octubre de 2004   |         |                    |
| GOG Gudme               | 28 - 22 | RK Gorenje Velenje |
| Meshkov Brest           | 29 - 34 | Chejovskie Medvedi |
| 30 de octubre de 2004   |         |                    |
| GOG Gudme               | 32 - 26 | Chejovskie Medvedi |
| RK Gorenje Velenje      | 27 - 17 | Meshkov Brest      |
| 6 de noviembre de 2004  |         |                    |
| Chejovskie Medvedi      | 37 - 33 | RK Gorenje Velenje |
| Meshkov Brest           | 23 - 25 | GOG Gudme          |
| 13 de noviembre de 2004 |         |                    |
| Chejovskie Medvedi      | 33 - 26 | Meshkov Brest      |
| 14 de noviembre de 2004 |         |                    |
| RK Gorenje Velenje      | 29 - 24 | GOG Gudme          |

### Grupo D
| Pos. | Equipo                | Pts. | PJ | G | E | P | GF  | GC  | Dif. | Clasificación |
| ---- | --------------------- | ---- | -- | - | - | - | --- | --- | ---- | ------------- |
| 1    | Portland San Antonio  | 15   | 6  | 5 | 0 | 1 | 194 | 143 | +51  |               |
| 2    | Celje                 | 12   | 6  | 4 | 0 | 2 | 188 | 163 | +25  |               |
| 3    | Crvena Zvezda Beograd | 6    | 6  | 2 | 0 | 4 | 143 | 201 | −58  |               |
| 4    | Wisła Płock           | 3    | 6  | 1 | 0 | 5 | 159 | 177 | −18  |               |

 Fuente: 
| 10 de octubre de 2004         |         |                               |
| SPR Wisla Plock               | 19 - 30 | Portland San Antonio Pamplona |
| RK Crvena Zvezda Beograd      | 33 - 32 | Celje Pivovarna Lasko         |
| 16 de octubre de 2004         |         |                               |
| Celje Pivovarna Lasko         | 29 - 23 | SPR Wisla Plock               |
| Portland San Antonio Pamplona | 42 - 22 | RK Crvena Zvezda Beograd      |
| 23 de octubre de 2004         |         |                               |
| Portland San Antonio Pamplona | 32 - 30 | Celje Pivovarna Lasko         |
| 24 de octubre de 2004         |         |                               |
| RK Crvena Zvezda Beograd      | 25 - 21 | SPR Wisla Plock               |
| 31 de octubre de 2004         |         |                               |
| SPR Wisla Plock               | 30 - 32 | Celje Pivovarna Lasko         |
| RK Crvena Zvezda Beograd      | 19 - 28 | Portland San Antonio Pamplona |
| 6 de noviembre de 2004        |         |                               |
| Portland San Antonio Pamplona | 35 - 24 | SPR Wisla Plock               |
| Celje Pivovarna Lasko         | 36 - 18 | RK Crvena Zvezda Beograd      |
| 13 de noviembre de 2004       |         |                               |
| Celje Pivovarna Lasko         | 29 - 27 | Portland San Antonio Pamplona |
| SPR Wisla Plock               | 42 - 26 | RK Crvena Zvezda Beograd      |

### Grupo E
| Pos. | Equipo           | Pts. | PJ | G | E | P | GF  | GC  | Dif. | Clasificación |
| ---- | ---------------- | ---- | -- | - | - | - | --- | --- | ---- | ------------- |
| 1    | BM Ciudad Real   | 18   | 6  | 6 | 0 | 0 | 199 | 167 | +32  |               |
| 2    | KIF Kolding      | 9    | 6  | 3 | 0 | 3 | 216 | 202 | +14  |               |
| 3    | HRK Izviđač      | 9    | 6  | 3 | 0 | 3 | 183 | 201 | −18  |               |
| 4    | Pfadi Winterthur | 0    | 6  | 0 | 0 | 6 | 168 | 196 | −28  |               |

 Fuente: 
| 10 de octubre de 2004   |         |                       |
| Izvidac Ljubuski        | 23 - 37 | BM Ciudad Real        |
| Pfadi Winterthur        | 28 - 38 | KIF Kolding København |
| 16 de octubre de 2004   |         |                       |
| BM Ciudad Real          | 29 - 22 | Pfadi Winterthur      |
| 17 de octubre de 2004   |         |                       |
| KIF Kolding København   | 38 - 29 | Izvidac Ljubuski      |
| 23 de octubre de 2004   |         |                       |
| Izvidac Ljubuski        | 35 - 29 | Pfadi Winterthur      |
| 24 de octubre de 2004   |         |                       |
| KIF Kolding København   | 31 - 36 | BM Ciudad Real        |
| 31 de octubre de 2004   |         |                       |
| Izvidac Ljubuski        | 37 - 36 | KIF Kolding København |
| Pfadi Winterthur        | 26 - 27 | BM Ciudad Real        |
| 6 de noviembre de 2004  |         |                       |
| BM Ciudad Real          | 34 - 30 | Izvidac Ljubuski      |
| 7 de noviembre de 2004  |         |                       |
| KIF Kolding København   | 38 - 36 | Pfadi Winterthur      |
| 13 de noviembre de 2004 |         |                       |
| BM Ciudad Real          | 36 - 35 | KIF Kolding København |
| Pfadi Winterthur        | 27 - 29 | Izvidac Ljubuski      |

### Grupo F
| Pos. | Equipo               | Pts. | PJ | G | E | P | GF  | GC  | Dif. | Clasificación |
| ---- | -------------------- | ---- | -- | - | - | - | --- | --- | ---- | ------------- |
| 1    | THW Kiel             | 15   | 6  | 5 | 0 | 1 | 200 | 159 | +41  |               |
| 2    | IK Sävehof           | 11   | 6  | 3 | 2 | 1 | 172 | 171 | +1   |               |
| 3    | Haukar Hafnarfjördur | 4    | 6  | 1 | 1 | 4 | 186 | 211 | −25  |               |
| 4    | US Créteil HB        | 4    | 6  | 1 | 1 | 4 | 162 | 179 | −17  |               |

 Fuente: 
| 10 de octubre de 2004   |         |                      |
| Sävehof Partille        | 27 - 22 | Créteil              |
| Haukar Hafnarfjördur    | 28 - 35 | THW Kiel             |
| 15 de octubre de 2004   |         |                      |
| Créteil                 | 34 - 31 | Haukar Hafnarfjördur |
| 16 de octubre de 2004   |         |                      |
| THW Kiel                | 36 - 22 | Sävehof Partille     |
| 23 de octubre de 2004   |         |                      |
| Haukar Hafnarfjördur    | 35 - 35 | Sävehof Partille     |
| 24 de octubre de 2004   |         |                      |
| THW Kiel                | 33 - 27 | Créteil              |
| 31 de octubre de 2004   |         |                      |
| Sävehof Partille        | 30 - 26 | THW Kiel             |
| Haukar Hafnarfjördur    | 37 - 30 | Créteil              |
| 6 de noviembre de 2004  |         |                      |
| Créteil                 | 20 - 20 | Sävehof Partille     |
| 7 de noviembre de 2004  |         |                      |
| THW Kiel                | 39 - 23 | Haukar Hafnarfjördur |
| 13 de noviembre de 2004 |         |                      |
| Sävehof Partille        | 38 - 32 | Haukar Hafnarfjördur |
| Créteil                 | 29 - 31 | THW Kiel             |

### Grupo G
| Pos. | Equipo            | Pts. | PJ | G | E | P | GF  | GC  | Dif. | Clasificación |
| ---- | ----------------- | ---- | -- | - | - | - | --- | --- | ---- | ------------- |
| 1    | Fotex KC Veszprém | 18   | 6  | 6 | 0 | 0 | 195 | 138 | +57  |               |
| 2    | TBV Lemgo         | 12   | 6  | 4 | 0 | 2 | 185 | 158 | +27  |               |
| 3    | Granitas Kaunas   | 4    | 6  | 1 | 1 | 4 | 144 | 197 | −53  |               |
| 4    | Sandefjord TIF    | 1    | 6  | 0 | 1 | 5 | 154 | 185 | −31  |               |

 Fuente: 
| 9 de octubre de 2004     |         |                          |
| Sandefjord TIF           | 24 - 27 | TBV Lemgo Lippe          |
| HC Granitas-Karys Kaunas | 26 - 33 | Telekom Veszprém         |
| 16 de octubre de 2004    |         |                          |
| TBV Lemgo Lippe          | 41 - 26 | HC Granitas-Karys Kaunas |
| Telekom Veszprém         | 36 - 24 | Sandefjord TIF           |
| 23 de octubre de 2004    |         |                          |
| TBV Lemgo Lippe          | 23 - 28 | Telekom Veszprém         |
| 24 de octubre de 2004    |         |                          |
| HC Granitas-Karys Kaunas | 27 - 27 | Sandefjord TIF           |
| 30 de octubre de 2004    |         |                          |
| HC Granitas-Karys Kaunas | 22 - 33 | TBV Lemgo Lippe          |
| Sandefjord TIF           | 25 - 31 | Telekom Veszprém         |
| 6 de noviembre de 2004   |         |                          |
| Telekom Veszprém         | 38 - 17 | HC Granitas-Karys Kaunas |
| 7 de noviembre de 2004   |         |                          |
| TBV Lemgo Lippe          | 38 - 29 | Sandefjord TIF           |
| 13 de noviembre de 2004  |         |                          |
| Sandefjord TIF           | 25 - 26 | HC Granitas-Karys Kaunas |
| Telekom Veszprém         | 29 - 23 | TBV Lemgo Lippe          |

### Grupo H
| Pos. | Equipo                 | Pts. | PJ | G | E | P | GF  | GC  | Dif. | Clasificación |
| ---- | ---------------------- | ---- | -- | - | - | - | --- | --- | ---- | ------------- |
| 1    | SG Flensburg-Handewitt | 16   | 6  | 5 | 1 | 0 | 204 | 155 | +49  |               |
| 2    | Tatran Presov          | 10   | 6  | 3 | 1 | 2 | 174 | 158 | +16  |               |
| 3    | HC Banik Karvina       | 7    | 6  | 2 | 1 | 3 | 159 | 174 | −15  |               |
| 4    | RK Metkovic            | 1    | 6  | 0 | 1 | 5 | 141 | 191 | −50  |               |

 Fuente: 
| 9 de octubre de 2004    |         |                     |
| HT Tatran Presov        | 24 - 24 | Flensburg-Handewitt |
| 10 de octubre de 2004   |         |                     |
| HC Baník Karviná        | 30 - 25 | RK Metkovic         |
| 16 de octubre de 2004   |         |                     |
| Flensburg-Handewitt     | 32 - 24 | HC Baník Karviná    |
| 17 de octubre de 2004   |         |                     |
| RK Metkovic             | 18 - 29 | HT Tatran Presov    |
| 23 de octubre de 2004   |         |                     |
| Flensburg-Handewitt     | 34 - 21 | RK Metkovic         |
| HT Tatran Presov        | 22 - 25 | HC Baník Karviná    |
| 30 de octubre de 2004   |         |                     |
| HT Tatran Presov        | 37 - 24 | RK Metkovic         |
| 31 de octubre de 2004   |         |                     |
| HC Baník Karviná        | 27 - 39 | Flensburg-Handewitt |
| 7 de noviembre de 2004  |         |                     |
| Flensburg-Handewitt     | 38 - 30 | HT Tatran Presov    |
| RK Metkovic             | 24 - 24 | HC Baník Karviná    |
| 14 de noviembre de 2004 |         |                     |
| HC Baník Karviná        | 29 - 32 | HT Tatran Presov    |
| RK Metkovic             | 29 - 37 | Flensburg-Handewitt |

## Octavos de final
4 - 5  de diciembre - 11 - 12 de diciembre de 2004
| Equipo 1       | Total   | Equipo 2               | 1.º partido | 2.º partido |
| -------------- | ------- | ---------------------- | ----------- | ----------- |
| KIF Kolding    | 63 – 65 | Montpellier HB         | 38 – 29     | 25 – 36     |
| Celje          | 44 – 43 | SC Pick Szeged         | 23 – 23     | 21 – 20     |
| Tatran Presov  | 57 – 79 | THW Kiel               | 32 – 38     | 25 – 41     |
| ZTR Zaporozhye | 58 – 67 | Fotex KC Veszprém      | 29 – 28     | 29 – 39     |
| TBV Lemgo      | 67 – 55 | Chehovski Medvedi      | 45 – 32     | 22 – 23     |
| IK Sävehof     | 60 – 61 | SG Flensburg-Handewitt | 34 – 30     | 26 – 31     |
| GOG Gudme      | 60 – 79 | BM Ciudad Real         | 29 – 45     | 31 – 34     |
| FC Barcelona   | 52 – 52 | Portland San Antonio   | 28 – 22     | 24 – 30     |

## Cuartos de final
5 - 6  de marzo - 12 - 13 de marzo de 2005
| Equipo 1       | Total   | Equipo 2               | 1.º partido | 2.º partido |
| -------------- | ------- | ---------------------- | ----------- | ----------- |
| THW Kiel       | 57 – 58 | FC Barcelona           | 30 – 25     | 27 – 33     |
| Montpellier HB | 55 – 54 | SG Flensburg-Handewitt | 36 – 22     | 19 – 32     |
| BM Ciudad Real | 63 – 55 | Fotex KC Veszprém      | 29 – 22     | 34 – 33     |
| TBV Lemgo      | 59 – 68 | Celje                  | 29 – 33     | 30 – 35     |

## Semifinales
2 - 3 de abril de 2005	- 10 - 11 de abril de 2005
| Equipo 1    | Total   | Equipo 2       | 1.º partido | 2.º partido |
| ----------- | ------- | -------------- | ----------- | ----------- |
| Celje       | 60 – 62 | FC Barcelona   | 34 – 31     | 26 – 31     |
| Ciudad Real | 61 – 57 | Montpellier HB | 30 – 24     | 31 – 33     |

## Final
30 de abril - 7 de mayo de 2005
| Equipo 1       | Total   | Equipo 2     | 1.º partido | 2.º partido |
| -------------- | ------- | ------------ | ----------- | ----------- |
| BM Ciudad Real | 55 – 56 | FC Barcelona | 28–27       | 27–29       |

## Goleadores
Los principales goleadores de la EHF Champions League 2004–05 fueron:
| 1  | Siarhei Rutenka    | RK Celje               | 95 | 12 | 7,9 |
| 2  | Iker Romero        | FC Barcelona           | 90 | 14 | 6,4 |
| 3  | Eduard Koksharov   | RK Celje               | 77 | 12 | 6,4 |
| 4  | Kiril Lazarov      | Fotex KC Veszprém      | 76 | 10 | 7,6 |
| 5  | László Nagy        | FC Barcelona           | 75 | 14 | 5,4 |
| 6  | Mirza Džomba       | BM Ciudad Real         | 74 | 14 | 5,3 |
| 7  | Lars Christiansen  | SG Flensburg-Handewitt | 68 | 9  | 7,6 |
| 8  | Alberto Entrerríos | BM Ciudad Real         | 67 | 14 | 4,8 |
| 9  | Michaël Guigou     | Montpellier Handball   | 65 | 11 | 5,9 |
| 10 | Carlos Pérez       | Fotex KC Veszprém      | 64 | 8  | 8,0 |
| 10 | Mladen Bojinović   | Montpellier Handball   | 64 | 12 | 5,3 |